# Salix spodiophylla
Salix spodiophylla — вид квіткових рослин із родини вербових (Salicaceae).

## Морфологічна характеристика
Це кущ 1–3 метри заввишки. Гілочки коричнево-червоні чи пурпурувато-червоні, товсті, з багатьма вузлами і короткими міжвузлями, блискучі. Листки на ніжках; листкова пластинка зворотно-ланцетна чи зворотно-яйцювато-еліптична, рідше зворотно-яйцювата, 4–9 × 1–2.9 см, край цільний, верхівка гостра чи тупа; опале листя минулого року кольору іржі. Чоловіча сережка циліндрична, 20–30 × 6–8 мм. Чоловіча квітка: тичинок 2; пиляки жовті, довгасті. Жіноча сережка 35–45 × ≈ 8 мм, у плоду до 5.5 см. Жіноча квітка: зав'язь яйцювато-конічна, ворсиста чи слабо запушена. Коробочка широко-яйцеподібна, ≈ 3.5 мм; ніжка волосиста.

## Середовище проживання
Китай [Сичуань, пн.-зх. Юньнань]. Населяє гірські схили, хащі; на висотах 2500–4300 метрів.